# The Family
The Family  (también, Malavita en algunos territorios de Europa, o Una familia peligrosa, en Hispanoamérica) es una película francesa rodada en inglés del 2013. Fue escrita por Tony Benacquista y dirigida por Luc Besson, protagonizada por Robert De Niro, Michelle Pfeiffer, Tommy Lee Jones, John D'Leo y Dianna Agron. Se centra en una familia mafiosa en un programa de protección de testigos que quieren cambiar sus vidas. Está basada en el libro Malavita (Badfellas, en su traducción del inglés del año 2010) por Tony Benacquista. El estreno en los Estados Unidos fue programado originalmente para el 18 de octubre de 2013, por Relativity Media. La fecha para ese mismo país se cambió posteriormente para el 20 de septiembre del mismo año, según Box Office Mojo. Después de unas semanas, se confirmó que se adelantaría al 13 de septiembre de 2013.

## Sinopsis
En la película encontraremos a un mafioso retirado, Fred Blake (Robert De Niro), que vive con su familia en Normandía (Francia) dentro de un programa de protección de testigos. Aunque al principio hacen todo lo posible por encajar en su nuevo hogar, lo cierto es que les resultará más difícil de lo que pensaban dejar a un lado sus viejos hábitos.
Un jefe de la mafia, Giovanni Manzoni, quien ofendió a Don Lucchese, un jefe de la mafia rival, sobrevive a un intento de golpe contra él y su familia en una barbacoa. Él delata con el FBI al peligroso jefe de la mafia de Brooklyn, Lucchese, lo que lo envía a prisión. Manzoni y su familia inmediata, ingresan en un programa de protección de testigos del FBI bajo la supervisión del agente Robert Stansfield y han sido reubicados varias veces en diferentes partes, la última en un pequeño pueblo de Normandía.
Al adaptarse a la vida en el pueblo, cada miembro de la familia se encuentra con problemas, todos están siendo vigilados por dos agentes del FBI para garantizar su seguridad. Giovanni afirma ser un autor que escribe una novela histórica sobre el desembarco de Normandía, lo cual es problemático ya que muchos ciudadanos de la zona están mucho más familiarizados con el evento que él y sienten desconfianza contra los americanos. Encuentran formas de escabullirse de la curiosidad de sus vecinos, para descubrir que el agua de su casa es turbia, golpea a un plomero que intenta cambiar innecesariamente todas las tuberías de su casa y al dueño de una fábrica de fertilizantes local que es responsable del agua contaminada, mientras escribe un libro recuerda su vida en la mafia de Brooklyn.
La hija Belle se enamora de Henri, un estudiante universitario que trabaja como profesor sustituto de matemáticas, ella pide clases particulares de matemáticas para poder pasar tiempo a solas con él y seducirlo. La esposa de Giovanni, Maggie, hace estallar una pequeña tienda de comestibles cuando su dueño lanza comentarios antiestadounidenses en francés a los otros clientes y visita a los agentes encubiertos del FBI. Pasa mucho tiempo en la iglesia, donde ella y el cura local tienen una relación amistosa.
El primer día de clases en la escuela local, su hijo Warren es golpeado por un pequeño grupo de estudiantes, pero él forma una mafia dentro de la escuela, esto le permite golpear al pequeño grupo original que lo acosó primero, pero sin darse cuenta, alerta a Don Luchese sobre su ubicación cuando cita uno de los dichos del capo en el periódico de la escuela, que llega a Luchese por casualidad.
Se le pide a Giovanni que asista a un evento de cine estadounidense, debido a su supuesta experiencia histórica con la que escribe un libro, y trae al agente Stansfield, afirmando querer vincularse con él, pero es una coartada para colocar un explosivo cronometrado manipulado para destruir el fertilizante que causa su agua marrón. La proyección de la película da un giro inesperado cuando, en lugar de Some Came Running, la película programada, ven la película Goodfellas. En la película Giovanni expresa el deseo de hablar sobre su vida como mafioso, el debate posterior a la película lo impulsa a contar su historia a la audiencia. Sintiendo que la cubierta se ha visto comprometida, el agente Stansfield da la orden de reubicar a la familia nuevamente.
Warren organiza una fiesta en su casa, en donde van los vecinos y los agentes del FBI, la escuela detecta las actividades de Warren, por lo que decide irse de la ciudad con un pasaporte falso para establecer su propia familia mafiosa en París, temeroso de que el FBI abandone la protección de la familia y los encuentren. En la estación de tren, ve llegar a 7 sicarios y dirigirse a la ciudad, y regresa a casa para advertir a la familia, entonces el estudiante Henri rompe con Belle, ella contempla el suicidio, pero se detiene cuando ve a los sicarios entrar en la estación de policía y matar a varios oficiales. Maggie regresa a casa y descubre que sus hijos se han ido, para escapar de los sicarios, por lo que va a pedir ayuda al equipo de vigilancia del FBI. Giovanni regresa a casa y encuentra a los sicarios. Ella regresa a la casa de seguridad del FBI al otro lado de la calle.
Los sicarios llegan, vuelan la casa de la familia y matan a los vecinos que salen de sus casas para investigar, pronto se produce un intenso tiroteo que involucra a todos los miembros de la familia. Giovanni y Maggie, estrangulan y apuñalan a un asesino a sueldo, después de que asalta la casa de seguridad e intenta agredir sexualmente a Maggie. Belle mata a un asesino a sueldo que fue a buscar armas en el maletero de su coche, con las armas encontradas en el maletero, le dispara a uno de los cinco sicarios cerca de la casa en llamas. Warren también saca armas del auto y dispara a dos de los sicarios mientras Belle le da fuego de cobertura. Un sicario es asesinado por el perro de la familia. Mientras persigue a Belle, el asesino a sueldo principal es asesinado por el auto de Stansfield.
La familia se muda de nuevo. A pesar de que numerosos ciudadanos inocentes han sido asesinados, Giovanni expresa su felicidad por haber tenido la oportunidad de contar su historia y dice que acercó a la familia.

## Reparto
- Robert De Niro como Fred Blake / Giovanni Manzoni, el padre.
- Michelle Pfeiffer como Maggie Blake / Maggie Manzoni, la madre.
- Dianna Agron como Belle Blake / Belle Manzoni, la hija.
- John D'Leo como Warren Blake / Warren Manzoni, el hijo.
- Tommy Lee Jones como Robert Stansfield, el agente del FBI.
- Jimmy Palumbo como Di Cicco.
- Domenick Lombardozzi como Caputo.
- Stan Carp como Don Luchese.
- Vincent Pastore como Fat Willy.
- Jonas Bloquet como André.
- Jon Freda como Rocco.
- Michael J. Panichelli Jr como Billy the Bug
- Paul Borghese como Albert.
- Anthony Desio como Bernie.
- Ted Arcidi como Tommy.
- David Belle como Mezzo.
- Oisín Stack como Henri.
- Dan Cade como invitado de barbacoa.

## Producción
El rodaje de la película empezó oficialmente el 8 de agosto de 2012, y terminó el 27 de octubre del mismo año. La filmación tomó lugar en Normandía y Nueva York. Algunas escenas fueron filmadas en la ciudad de L'Aigle. Fue una de las primeras películas en filmarse en Cité du Cinema, el estudio más grande jamás construido, en Saint-Denis, Francia, fundado por Luc Besson. En mayo de 2013, el nombre Malavita fue cambiado a The Family para Estados Unidos, mientras que el título original permaneció igual para algunos territorios, como Francia.

### Filmación
Algunos lugares de rodaje fueron Normandía, Francia; París, Francia; y Nueva York, Estados Unidos.

## Estreno
El primer tráiler oficial fue lanzado el 4 de junio de 2013. Para Francia, el primer tráiler de Malavita fue lanzado a mediados de julio de 2013.